# شريط منوعات

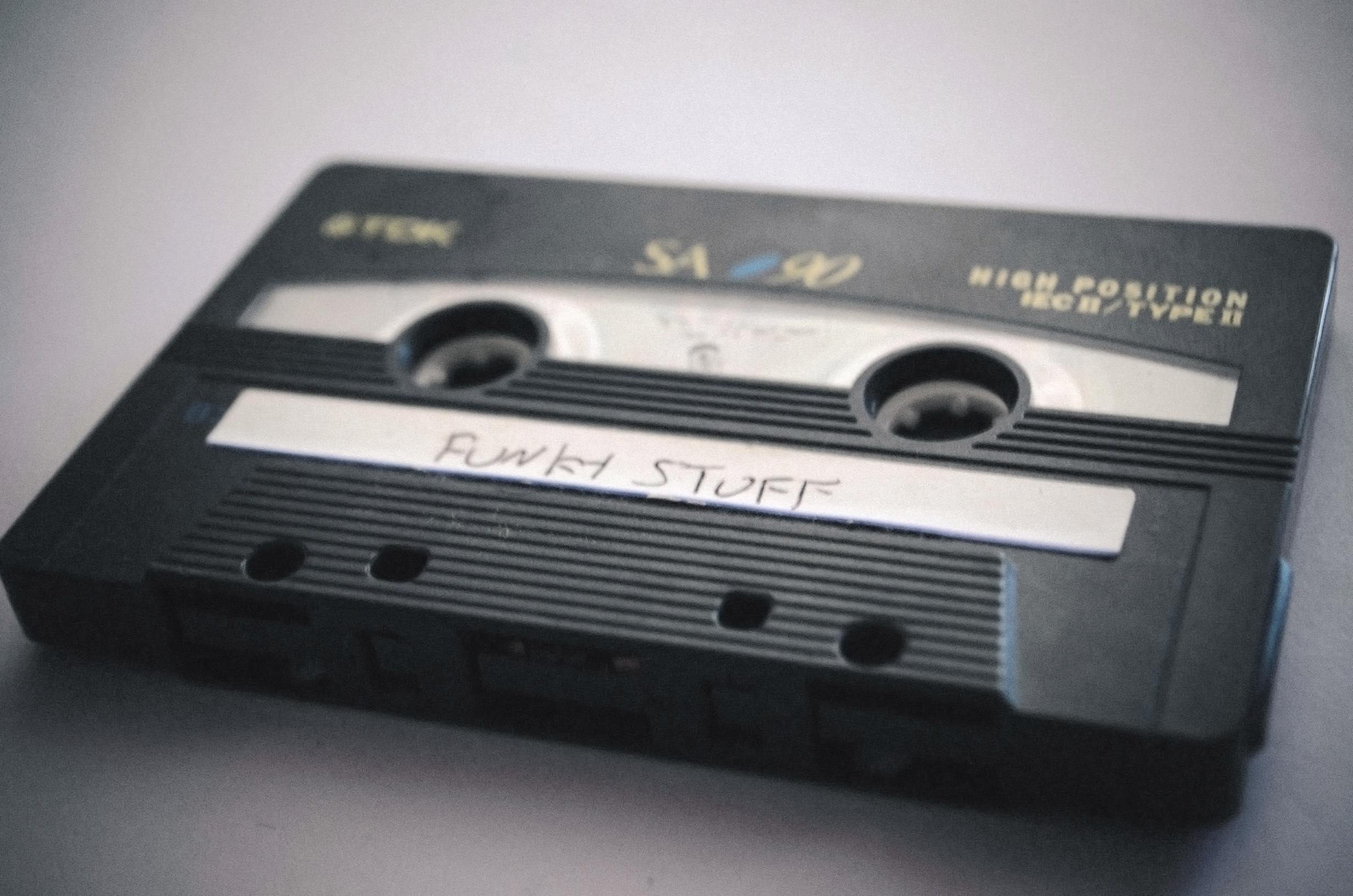
شريط سمعي مضغوط مدمج مع ملصق مكتوب بخط اليد: "Funky Stuff".

شريط منوعات أو الميكس تيب (بالإنجليزية: Mixtape)‏ هو شريط يحتوي على مجموعة منوعة من الموسيقى؛ عادة تكون من مصادر متعددة؛ يتم تسجيلها علي وسيط.